# EmelFM2
EmelFM2 è un file manager che non necessita di nessun ambiente desktop o di nessun window manager, risultando assai leggero e compatibile, utilizzando librerie GTK2.
I file manager come Nautilus e Konqueror, risultano essere completi ma estremamente legati ai loro DE, perciò la loro installazione è preclusa su macchine equipaggiate con semplici window manager.
EmelFM2 utilizza una semplice interfaccia, resa famosa negli anni ‘80 da Norton Commander. La finestra principale è divisa in tre parti, chiamate pannelli: due di questi mostrano il file system, mentre il terzo mostra l'output dei comandi eseguiti all'interno del file manager. I pannelli possono essere ridimensionati, spostati o nascosti.

## Supporti
- FreeBSD
- NetBSD
- Debian
- Ubuntu
- Fedora
- SuSE Linux
- Mandriva Linux
- Gentoo Linux
- Slackware Linux
- Zenwalk Linux
- Vector Linux
- Arch Linux
- Slitaz GNU/Linux
- Nokia OS2008
- Centos
- Thinstation